# Asahi (Seto-Inlandsee)
Der Asahi (japanisch 旭川 Asahi-gawa) ist ein 142 km langer Fluss in der Präfektur Okayama im Südwesten der Insel Honshū in Japan. Er ist neben Yoshii und Takahashi einer von drei größeren Flüssen, die durch Okayama fließen.

## Flusslauf
Der Asahi entspringt unterhalb des Utsumi-Pass auf einer Höhe von etwa 610 m. Er fließt in überwiegend südsüdöstlicher Richtung durch die Präfektur Okayama. Dabei schlängelt er sich durch das Bergland. Bei Flusskilometer 85 befindet sich die Stadt Maniwa. Auf den unteren 17 Kilometern durchfließt der Asahi den Ballungsraum von Okayama. Der Fluss mündet schließlich in die Seto-Inlandsee.

## Hydrologie
Das Einzugsgebiet des Asahi umfasst eine Fläche von 1810 km². Der mittlere Abfluss liegt bei 57 m³/s.

## Wasserkraftnutzung
Am Oberlauf des Asahi liegt bei Flusskilometer 114 die Yubara-Talsperre (⊙). Sie staut den Fluss auf einer Länge von etwa 9 km.
An einem Wehr (⊙) bei Flusskilometer 110 wird ein Teil des Wassers über eine unterirdische Leitung mit zwei anschließenden Druckleitungen dem Wasserkraftwerk Chugokudenryoku Katsuyama Daiichi (⊙) zugeführt. Unterhalb diesem gelangt das Wasser zurück in den bei Flusskilometer 98 aufgestauten Asahi.
Bei Flusskilometer 56 befindet sich die Asahigawa-Talsperre (⊙). Sie staut den Fluss auf einer Länge von etwa 6 km. 2,7 km unterhalb der Talsperre befindet sich ein kleinerer Staudamm, der den Abfluss unterstrom reguliert.
Des Weiteren befinden sich entlang des Asahi mehrere Wehre, an welchen das Wasser jeweils über einen Kanal entlang dem unterhalb gelegenen Flussufer einem Kleinwasserkraftwerk zugeführt wird.